# Musée de la technique de Manrèse
 (octobre 2020).
Si vous disposez d'ouvrages ou d'articles de référence ou si vous connaissez des sites web de qualité traitant du thème abordé ici, merci de compléter l'article en donnant les références utiles à sa vérifiabilité et en les liant à la section « Notes et références ».
Le Musée de la technique de Manrèse (en catalan : Museu de la Tècnica de Manresa) est un musée espagnol de la province de Barcelone situé dans la ville de Manrèse. Fondé en 1993, il occupe les vieux réservoirs qui collectaient et stockaient l'eau du canal appelé la Séquia de Manrèse. Le site possède trois grands réservoirs en pierre, construits entre 1861 et 1865, qui sont maintenant entièrement restaurés et abritent une salle polyvalente et deux expositions permanentes, l'une dédiée à la Séquia de Manrèse et l'autre au monde du ruban.

## Bâtiment

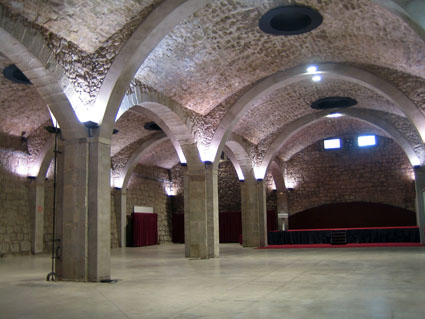
Musée de l'Eau et du Textile

Le Musée de l'Eau et du Textile occupe les anciens réservoirs de Manresa, lieu où 12000 m³ d'eau de la Séquia de Manrèse étaient collectés et stockés. Ces réservoirs ont été conçus par l'ingénieur Enrique León et construits par le maître d'œuvre Marià Potó entre 1861 et 1865.
Le bâtiment comporte trois réservoirs identiques et indépendants, chacun de 19,78 mètres de large et 8,50 mètres de haut. Le toit de chacun des réservoirs se compose de deux travées en pierre reposant sur les murs d'enceinte et sur une rangée d'arcs et de piliers centraux.
Jusqu'en 1980, ils approvisionnaient en eau les parties basses de la ville. En 1991, le bâtiment a été restauré à l'occasion du 125e anniversaire de Caixa Manresa (ca).
Le bâtiment a été construit pour créer une réserve d'eau au cas d'une éventuelle rupture de la Séquia de Manrèse, qui conduit depuis le XIVe siècle de l'eau du Llobregat jusqu'à la ville de Manresa. Il était rattaché au premier réseau de distribution d'eau de la ville par des tuyauteries en plomb.
Le coût de la construction de ces réservoirs peut se chiffrer dans des 70 000 duros (ca) et une partie importante de cet argent a été obtenu en émettant des bons sur l'eau. Chaque bon équivalait à 2,468 litres par jour et dans cette première émission chaque plume coûtait 100 duros.
Avec la construction de ces réservoirs dans la Creu Guixera, une zone qui à cette époque restait relativement éloignée du centre-ville, et avec l'agrandissement du réseau de distribution par des tuyauteries de plomb, l'eau a pu arriver directement dans beaucoup de maisons de Manresa.
L'importante croissance de la ville pendant le dernier tiers du XIXe siècle, jointe à la demande croissante des citoyens d'être connectés au réseau de distribution, a fait que ces réservoirs sont bientôt devenus insuffisants. De nouveaux réservoirs de grande capacité onté été construits entre 1884 et 1888 au départ de Can Font. Une fois ceux-ci entrés en fonction, ceux de la Creu Guixera ont commencé à être appelés les « vieux réservoirs ».

## Le Musée de l'Eau et du Textile
Le Musée a été fondé en 1993 à l'initiative de l'entreprise municipale d'eau Aigües de Manresa S.A, de la Mairie de Manresa et du Musée des sciences et techniques de Catalogne, et il compte sur la collaboration du Corps de métier des rubaniers de Catalogne.
Il fait partie depuis sa fondation du réseau des Musées des sciences et technique de Catalogne (Système mNACTEC), et depuis le 26 novembre 2004, avec l'inauguration de l'exposition permanente sur l'eau, il est intégré dans l'Ensemble du Parc Patrimonial de la Séquia de Manrèse. Sa mission dans le réseau est expliquer l'industrie du ruban et l'histoire de la séquia.
Le Musée fait aussi partie de la Xarxa de Turisme Industrial de Catalunya (ca) (XATIC), le Réseau de Tourisme Industriel de Catalogne, formée par 20 communes réparties dans toute la Catalogne et qui ont en commun un héritage industriel important et varié, témoignant de la révolution industrielle locale et, avec elle, de la transformation du territoire et de la société catalane contemporaine.
Les deux éléments fondamentaux de l'histoire économique de Manresa sont :
- La Séquia, fondée au XIVe siècle, source d'approvisionnement en eau qui a fait grandir la production agricole et la ville depuis le Moyen âge, et qui distingue la communauté du reste de la Catalogne Centrale, puisque ce canal irrigue une zone située en milieu aride.
- L'industrialisation, illustrée par un secteur très spécifique de la ville, la rubanerie, spécialement les ateliers vétaires[Quoi ?], qui donne sa personnalité à l'industrie de Manresa et la situe, encore aujourd'hui, comme centre spécialisé du marché espagnol et international.

## Expositions permanentes

### La Séquia et l'Eau

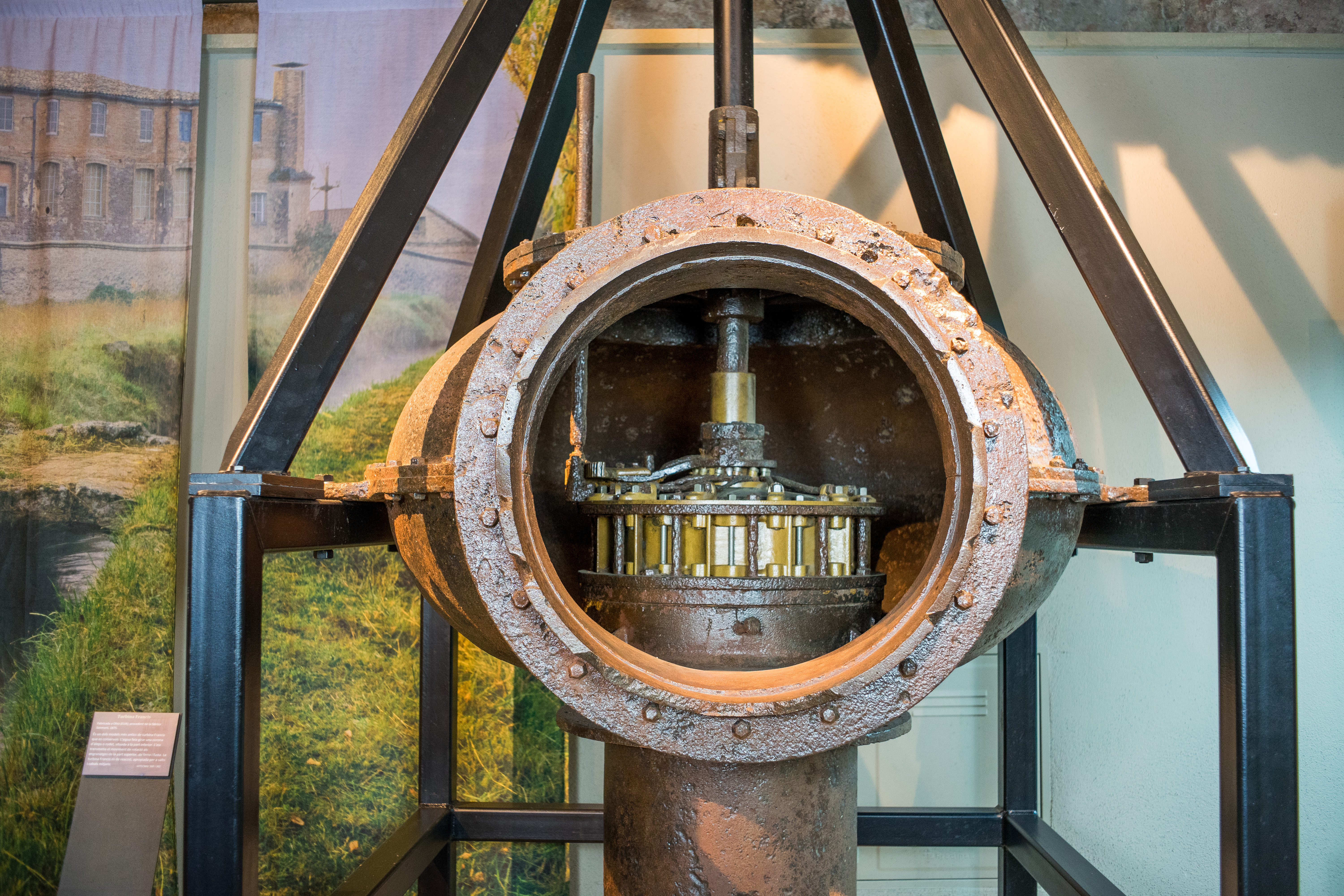
Turbine Francis. Salle d'exposition "Eau et Assainissement"

Dans cet espace, un montage explique la grande œuvre de la Séquia de Manrèse dans une perspective historique, comme grande œuvre d'ingénierie médiévale, et les grands avantages qu'a apporté cette construction à Manrèse et au Pla de Bages (es).
Ce montage se base de façon importante sur les pièces exposées, qui apportent authenticité et prestige. En contraste, le Centre de Visiteurs du Parc de la Séquia a un montage plus virtuel, basé sur des ressources technologiques pour motiver le visiteur à découvrir la Séquia.

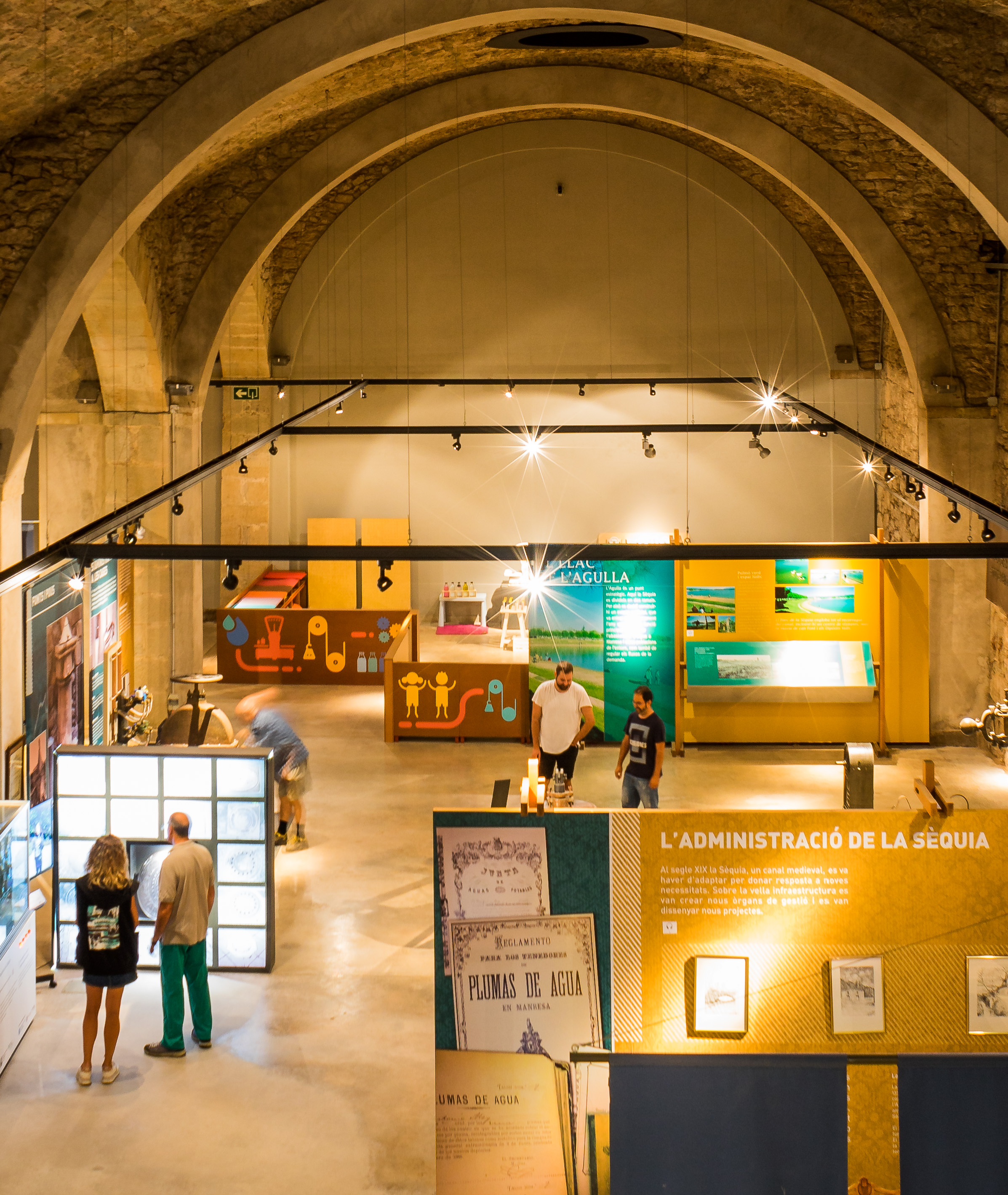
Salle d'exposition "Eau et Assainissement"

Parmi les éléments les plus importantes, il faut mentionner le module hydrométrique de 1859 (un mécanisme qu'il servait pour régler la quantité d'eau qui passe par la Séquia), présenté dans un montage spectaculaire de quelque 4 mètres de hauteur. Également représentatifs sont les bagants (vannes pour le drainage de la Séquia) et les ullals (vannes pour l'irrigation des vergers).
Un montage présente trois types d’ullals de trois époques différentes. Un autre élément curieux est la trompe, un appareil qu'utilisaient les paysans des environs de Manresa pour capter furtivement l'eau de la Séquia, droit que possédaient seulement les habitants de la ville. L'exposition présente aussi une turbine Francis de grandes dimensions de 1875, originaire de l'ancienne usine Sanmartí, appartenant actuellement aux Eaux de Manresa.

### La Rubanerie

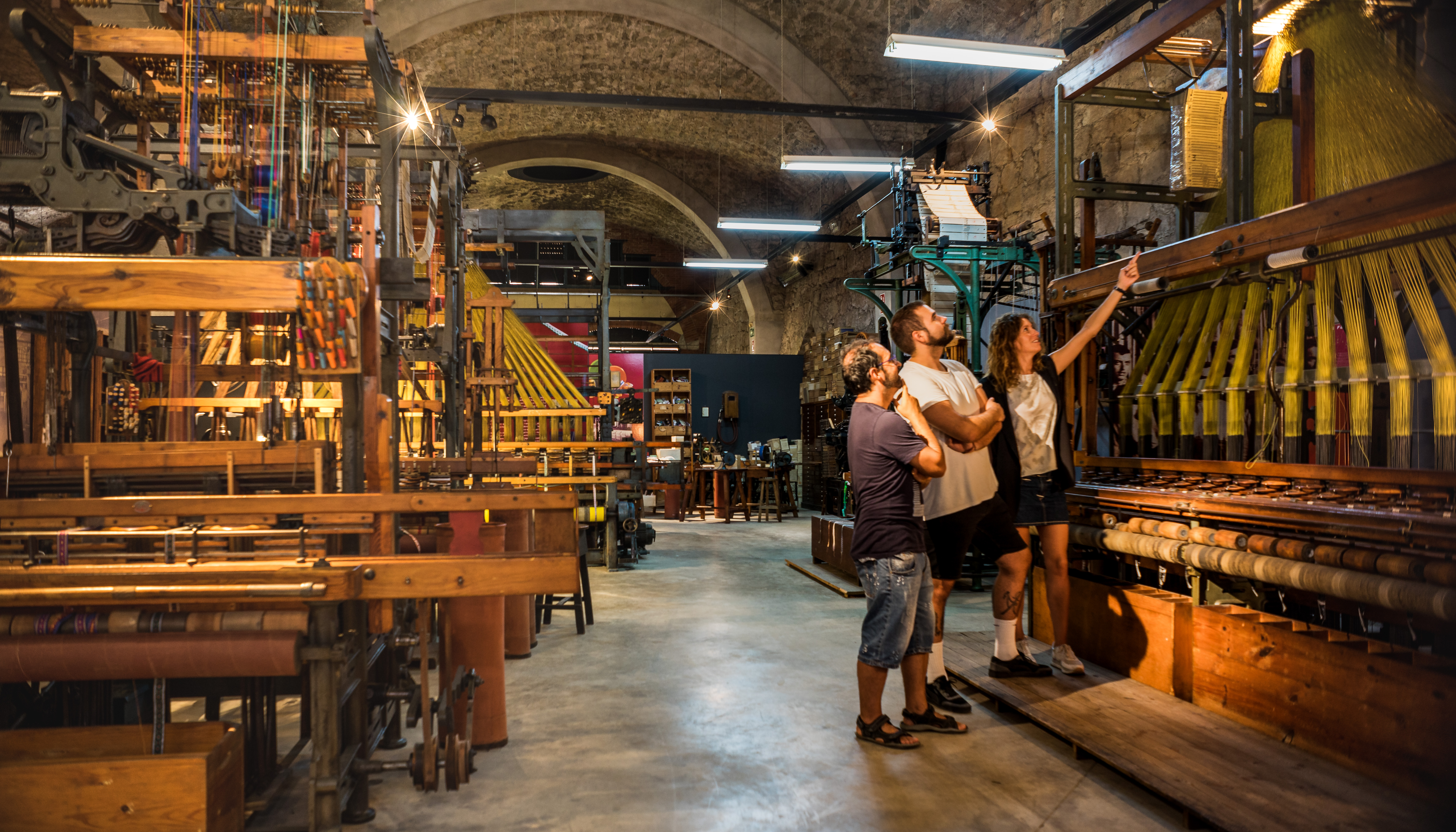
Exposition sur la rubanerie.

Manresa fut et est encore la capitale du ruban en Catalogne et en Espagne.
Cette exposition permet de se faire une idée complète du monde de la rubanerie, qui comprend une grande variété de produits qui s'appliquent sur d'autres pièces de textile : rubans et toute sorte de produits textiles dits complémentaires, comme des galons militaires, des tresses, des pompons, etc. 
Le Musée de la rubanerie présente une grande collection, qui est une bonne représentation des procédés historiques variés de production de rubans. Il abrite la collection Grobelastic-Magí Borrell i Portabella et la collection Arenys de Munt, et bénéficie de l'étroite collaboration, par des donations et des prêts de machines, du Corps de métier des rubaniers de Catalogne. L'exposition a été stimulée par le patronage du Musée de la technique de Manresa, formé par la Mairie, le Corps de métier des rubaniers de Catalogne, Caixa Manresa (ca), les Eaux de Manresa et le Musée des sciences et techniques de Catalogne.
L'exposé présente plus d'une soixante-dizaine de pièces diverses en rapport avec le monde de la confection des rubans, ainsi que plusieurs types de machinerie textile et d'autres éléments liés avec ce monde. L'exposition se divise en cinq parties, dans chacune desquelles est reconstituée une ambiance historique et où figurent plusieurs panneaux informatifs. Elle permet ainsi de revivre l'évolution qui a conduit des ateliers artisanaux à domicile jusqu'à l'usine moderne de rubans.

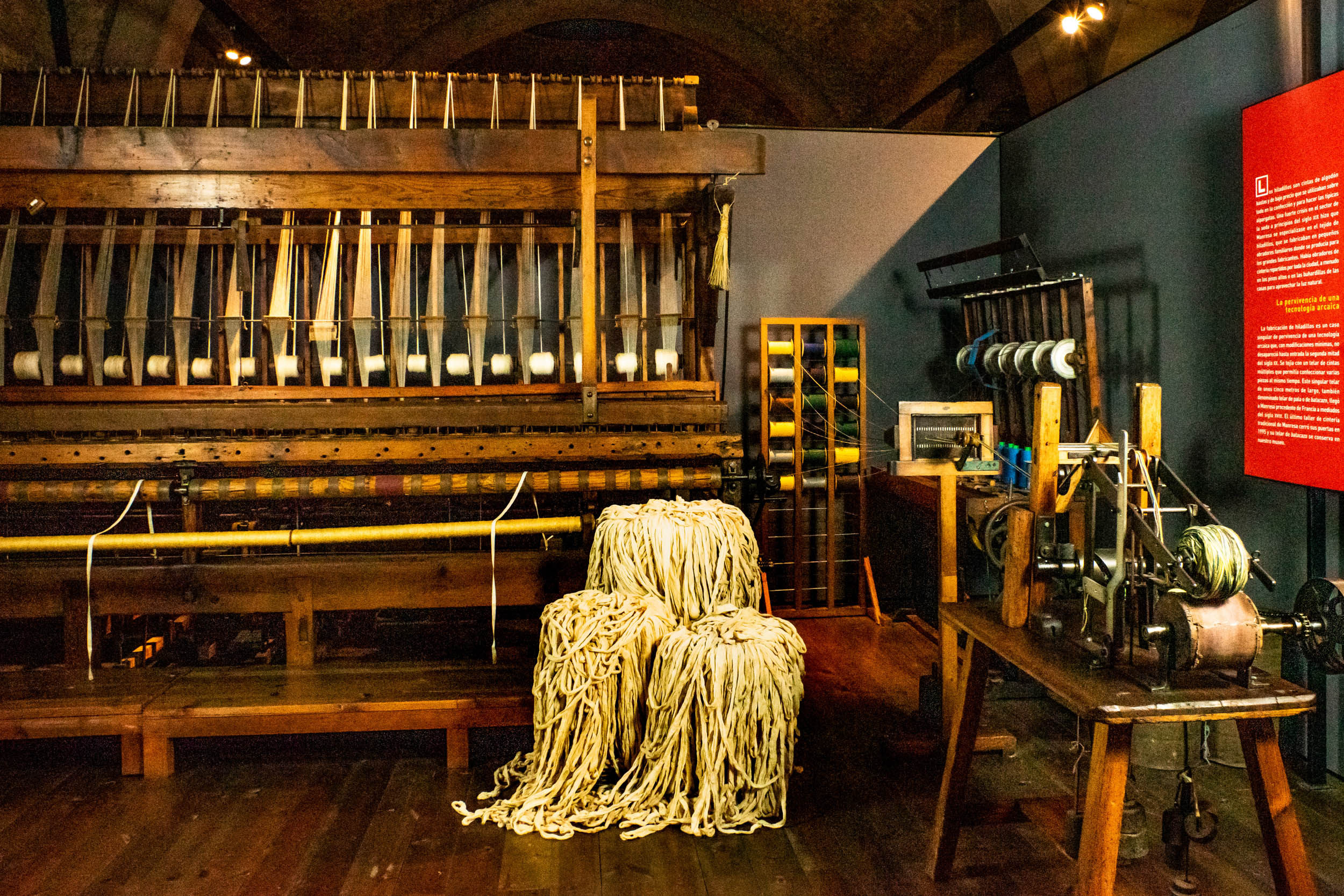
Métier à ramer XIXème siècle

Les parties de l'exposition sont :
- La soie
- La garniture
- Les tressés
- L'usine de rubans
- La rubanerie au XXIe siècle

## Muséographie
L'exposé se présente selon un itinéraire par les différents domaines de production de la rubanerie, en ordre chronologique, depuis la soie, tradition où s'enracine la rubanerie, jusqu'à la rubanerie du XXIe siècle. L'atelier de passementerie est installé au rez-de-chaussée d'une maison du XVIIIe siècle (selon un dessin de l’Encyclopédie de Diderot), l'atelier vétaire[Quoi ?] (installé dans les combles d'une maison, selon un dessin de Joan Vilanova (ca)). La muséographie fait appel à des images murales simulant des perspectives ; à un sol en bois pour les ateliers anciens, en béton pour les espaces les plus modernes ; à des illuminations ; à l'inclusion d'un grand porche d'usine, la reproduction de personnages à échelle réelle sur des panneaux, et l'emploi d'autres ressources pour suggérer une ambiance industrielle.
Deux présentations audiovisuelles expliquent l'évolution du monde de la rubanerie depuis les temps anciens et trois projections illustrent le fonctionnement de quelques-unes des machines exposées.